# Fregilupus varius
Lo storno della Réunion (Fregilupus varius (Boddaert, 1783)), chiamato anche storno dalla cresta, è un uccello estinto della famiglia degli Sturnidae.

## Descrizione

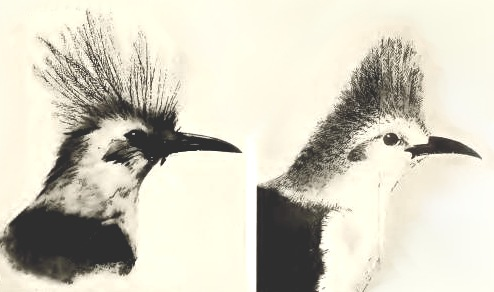
Esemplari dal museo di storia naturale di Caen e Parigi.

Era uno storno lungo circa 30 centimetri.
Le ali, dotate di una colorazione grigio-marrone, erano lunghe circa 4,7 cm e la coda 11.
Aveva lunghe zampe gialle con tarsi di oltre 3,9 cm. Gli artigli erano ricurvi.
La testa, il collo e l'addome erano bianchi.
La cresta del maschio era diretta in avanti, quella delle femmine all'indietro.

## Tassonomia
Lo storno della Réunion fu scoperto nel 1669 e descritto per la prima volta nel 1783 dal naturalista tedesco Pieter Boddaert.
Boddaert lo chiamò Hupupa varia quando lo descrisse per la prima volta, ma il naturalista René-Primevère Lesson lo inserì nel genere Fregilupus nel 1831.
Comunque, dopo numerose analisi il suo scheletro è stato inserito nella famiglia degli storni nel 1874.

## Estinzione
Le cause dell'estinzione sono ancora incerte, ma si ipotizza che, attorno alla prima metà del diciannovesimo secolo, fattori come la deforestazione abbiano nettamente influito sul numero della popolazione.

## In Italia

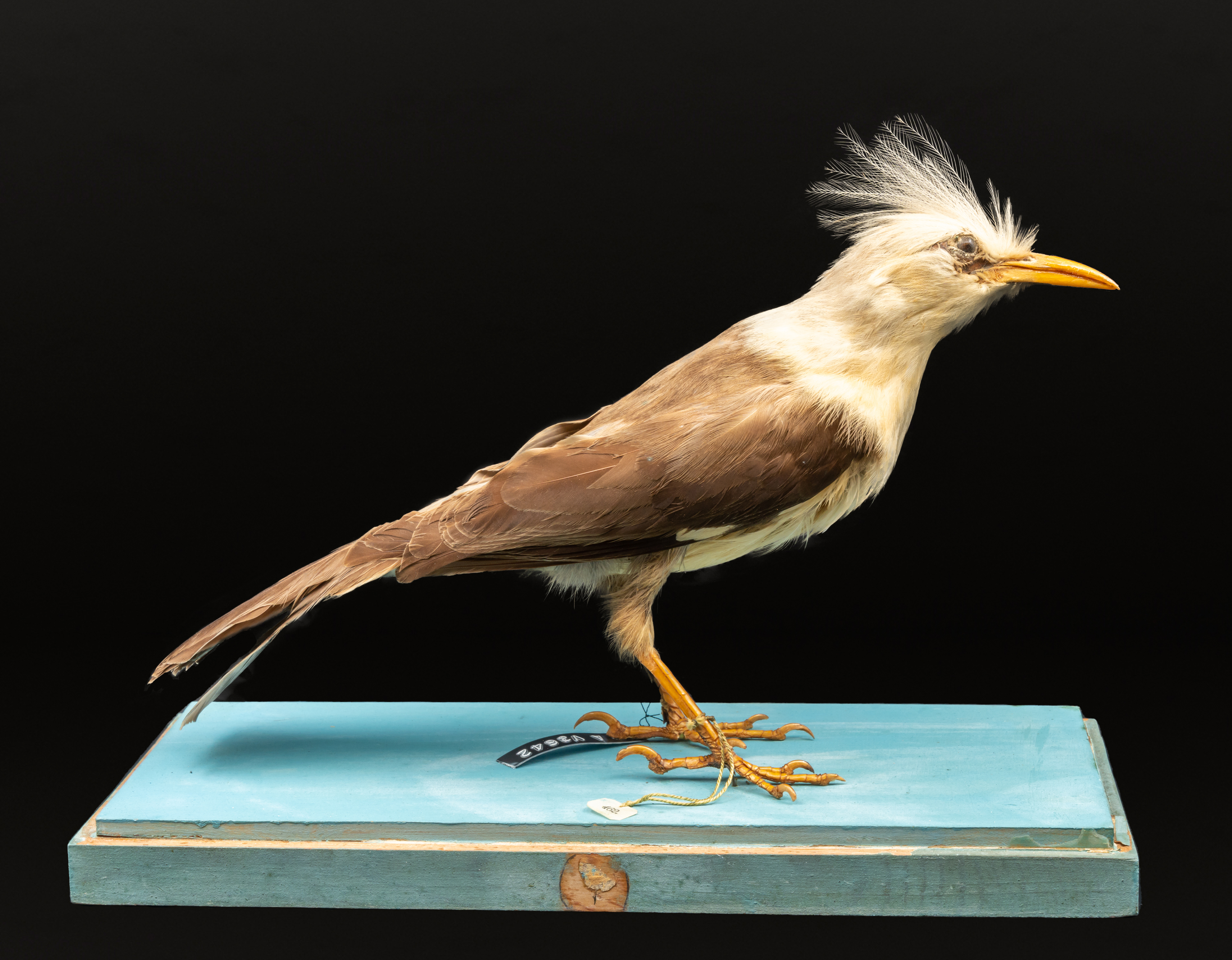
Hoopoe starling, "Fregilupus varius" (Boddaert, 1783), Natural History Museum University of Pisa

In Italia, al Museo di storia naturale dell'Università di Pisa, è esposto uno dei pochissimi esemplari tassidermizzati (circa venti, si stima) al mondo.